# Ajoksensaari
Ajoksensaari är en ö i Finland. Den ligger i sjön Längelmävesi och i kommunen Kangasala i den ekonomiska regionen Tammerfors och landskapet Birkaland, i den södra delen av landet, 150 km norr om huvudstaden Helsingfors. Öns area är 1,6 hektar och dess största längd är 270 meter i öst-västlig riktning.